# 上野公園

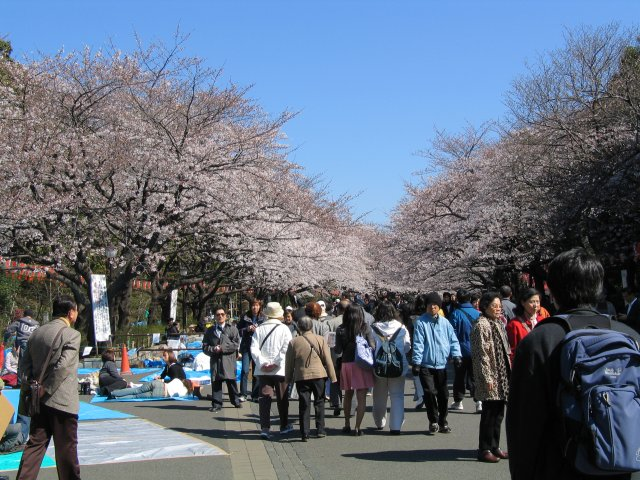
春天賞櫻的人群

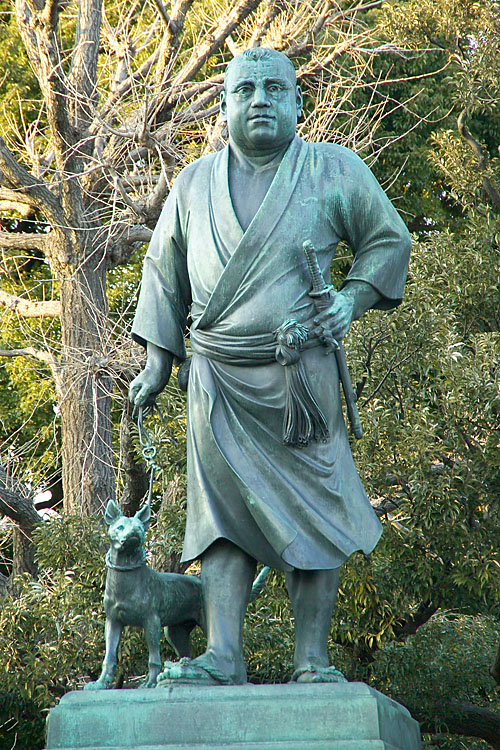
位於公園正門的西鄉隆盛銅像，已成為上野的地標。

上野公園（日语：／ Ueno kōen */?），全名上野恩賜公園（／ Ueno onshi kōen），是位於日本東京都台東區上野的公園，也是日本第一座公園，佔地約53萬平方公尺。全域在1873年指定為公園、1876年正式開園。公園原屬日本皇室所有，至1924年始由大正天皇下賜（恩賜）予東京市管理，故冠名「恩賜公園」。目前由東京都建設局管轄。目前「上野公園」也是正式地名，為東京都台東區的下屬町名。
上野公園是東京國立博物館、國立西洋美術館、國立科學博物館、上野動物園等東京重要文化設施的所在地，同時也有雕刻家高村光雲所作的西鄉隆盛銅像、以及野口英世的銅像。公園內稱作「忍岡」（忍ヶ岡）的高地，自近代起成為賞櫻名所，至現代入選日本櫻名所100選，吸引大量賞花遊客前往。此外，忍岡南方的不忍池，夏天池上大量桃色蓮花盛開。冬季有鴨等多種水鳥飛至此地棲息。

## 歷史
江戶時代，三代將軍德川家光在江戶城丑寅（東北）方，也就是所謂的鬼門，建立東叡山寛永寺。之後，寛永寺與芝的增上寺並列為將軍家的墓所。戊辰戰爭，堅守寛永寺的舊幕府軍彰義隊在此地遭到新政府軍包圍殲滅（上野戰爭）、伽藍燒毀，這一带成為廢墟。1870年，前來上野視察醫學校與醫院預定地的荷蘭醫師博杜恩向日本政府提出在此地建設公園，之後於1873年被指定為日本第一座公園。博杜恩因此被稱為上野公園之父。
為打造此地成為世界文化與藝術的發信地「文化之森」，2010年至2015年進行「上野恩賜公園再生整備事業」計畫。

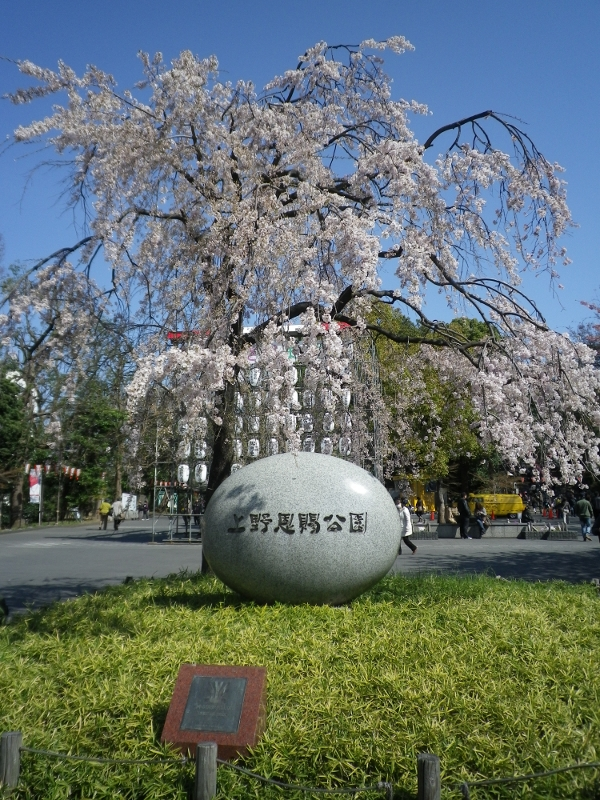
上野公園的櫻花樹

### 沿革
- 1868年7月4日 上野戰爭，寛永寺伽藍大部分燒毀
- 1873年5月 太政官達宣告此地被指定為東京府最早的公園[3]
- 1876年5月 公園建設完成、開園
- 1876年 園內設置新聞綜覽所、自動體重計
- 1877年 寛永寺本坊舊址舉行第1回內國勸業博覽會
- 1881年 第2回內國勸業博覧會結束後開始建造博物館
- 1882年3月20日 国立博物館與附屬動物園開館
- 1890年 帝室御料地歸入宮內省管轄
- 1924年 宮內省轉讓給東京市，為「上野恩賜公園」名稱的由來
- 1933年 京成本線日暮里站 - 京成上野站之間的博物館動物園站開業
- 1973年 公園指定100周年紀念，打造博杜恩博士銅像，但是臉卻誤用了博士之弟的臉
- 1997年 博物館動物園站停止營運
- 2004年 博物館動物園站正式廢站
- 2006年 替換為正確的博杜恩博士銅像
- 2012年 「上野恩賜公園再生整備事業」的「竹之台、文化設施區」再整備工程（噴泉、露天咖啡座、園路改建與樹木伐採）完工

## 設施

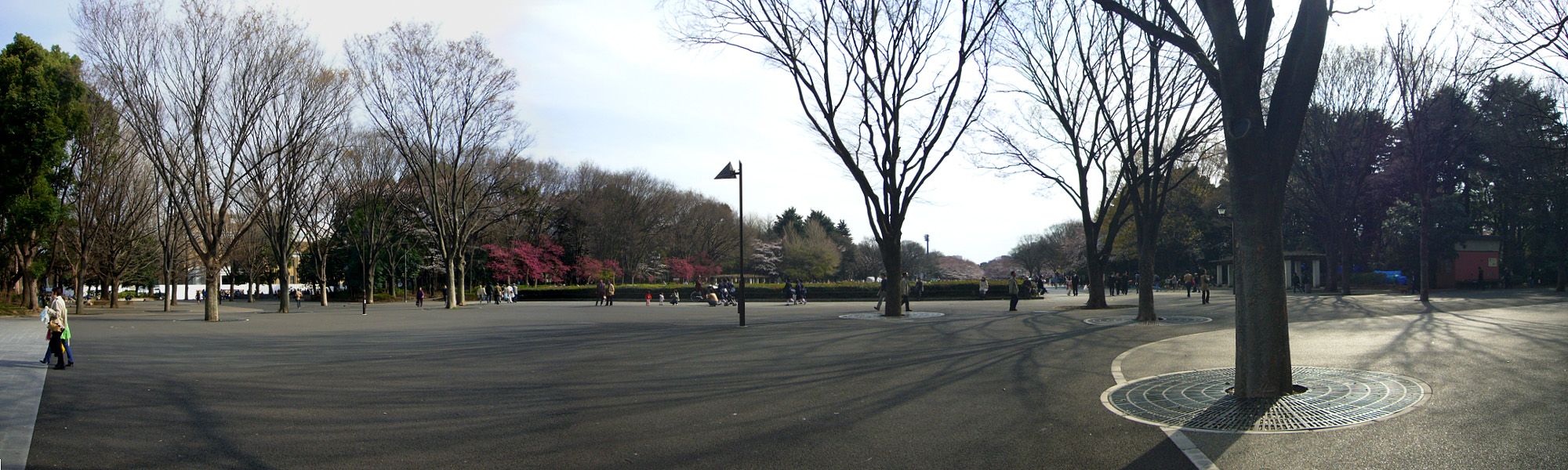
公園風景（東京國立博物館前）

### 公園內設施等

#### 美術館
- 國立西洋美術館
- 東京都美術館
- 東京藝術大學大學美術館
- 上野之森美術館

#### 博物館・資料館
- 東京國立博物館
- 黑田記念館
- 國立科學博物館
- 恩賜上野動物園
- 下町風俗資料館

#### 大學・圖書館
- 東京藝術大學
- 國際兒童圖書館

#### 其他文化設施
- 東京文化會館
- 日本學士院
- 日本藝術院

#### 歷史的建築・舊跡

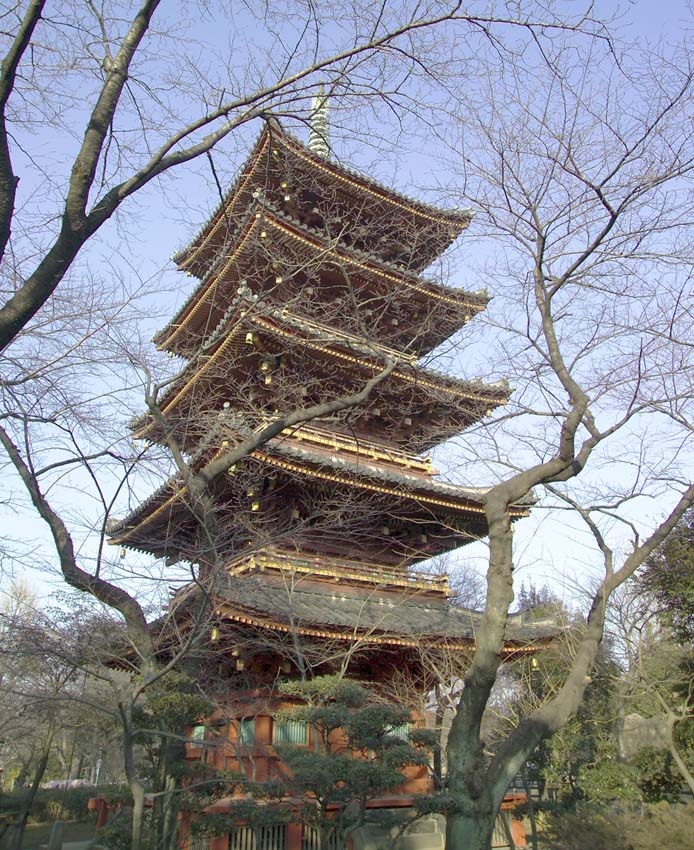
舊寛永寺五重塔（重要文化財）

- 舊東京音樂學校奏樂堂
- 上野東照宮
- 金色殿
- 五重塔
- 妖怪灯籠
- 寬永寺
- 清水觀音堂
- 舊寛永寺五重塔
- 不忍辯天堂
- 德川家靈廟
- 嚴有院靈廟（德川家綱）
- 常憲院靈廟（德川綱吉）
- 森鷗外舊居跡
- 京成電鐵博物館動物園車站跡
- 藤堂高虎墓
- 上野大佛
- 擂鉢山古墳
- 彰義隊墓所
- 時之鐘
- 五條天神社
- 舊因州池田屋敷表門

#### 雕像、紀念碑
- 西鄉隆盛像
- 小松宮彰仁親王像
- 鮑德因博士像
- 野口英世像
- 格蘭特將軍植樹碑

#### 體育設施等
- 正岡子規記念球場
- 不忍池遊艇場

- 春天的不忍辯天堂
- 賞櫻
- 不忍池（5月）
- 不忍池（6月）

## 上野公園（町名）
上野恩賜公園一帶在1967年（昭和42年）1月1日實施住居表示，過去的上野恩賜公園與上野櫻木町、上野花園町、五條町部分地區合併成立新町「上野公園」。「上野公園」的町域除了本條目提到的動物園、博物館等設施外，還包含了東京都立上野高等學校（10番14號）、台東區立忍岡中學校（18番20號）、護國院（10番18號）。此外，寛永寺本堂與墓地是屬於台東區上野櫻木一丁目。
「上野公園」不設「丁目」，街區分1番至18番。其中18番街區除了上述的忍岡中學校，還有民間大樓與集合住宅。

### 地名由來
來自此地的「上野恩賜公園」。

### 町名變遷
| 實施後         | 實施年月日   | 實施前（未備註表部分地區）                                       |
| -------------- | ------------ | ---------------------------------------------------------------- |
| 上野公園       | 1967年1月1日 | 五條町（全域）、上野恩賜公園、上野花園町、上野櫻木町             |
| 池之端一丁目   | 1967年1月1日 | 池之端仲町（全域）、茅町一丁目（全域）、茅町二丁目、上野恩賜公園 |
| 池之端二丁目   | 1967年1月1日 | 上野恩賜公園、茅町二丁目、池之端七軒町（全域）                   |
| 池之端三丁目   | 1967年1月1日 | 谷中清水町、上野恩賜公園、上野花園町                             |
| 上野櫻木一丁目 | 1967年1月1日 | 上野恩賜公園、上野櫻木町                                         |

## 上野公園的考古學

### 上野忍岡遺跡的挖掘
現在上野公園所在的台地一帶是繩文、彌生古墳時代的遺跡上野忍岡遺跡（うえのしのぶがおかいせき），部分在幕末維新期的動亂中燒毀，而遺跡還包含了埋於地下的江戶時代寛永寺主要伽藍與子院群建築。
1994年起，隨著再開發的進行，也在國立科學博物館館內、國立西洋美術館前庭部分、東京藝大校內、東京國立博物館館內進行挖掘工程。近年台東區教育委員會也進行挖掘調査，在公園內及周邊地區斷斷續續的進行。關於調查結果，科學博物館館內挖掘出寛永寺子院青龍院（しょうりゅういん）遺跡、彌生時代的竪穴住居遺跡與埴輪片。相鄰的西洋美術館館內則有許多古墳時代竪穴住居遺跡，過去當地野層挖掘出寛永寺子院凌雲院遺跡、德川吉宗側室的墓跡等。

## 其他
- 1990年代初，公園附近違法居留的外國人常進行偽造電話卡等違法交易，尤其在日伊朗人特別嚴重，因此在日本大部份的公用電話無法撥打國際電話。
- 1989年，綠的文明學會與社團法人日本公園綠地協會選定為日本都市公園百選。

## 外部連結
- 東京都公園協會 上野恩賜公園（页面存档备份，存于）